# Stanwellia kaituna
Espèce
Synonymes
- Aparua kaituna Forster, 1968

Stanwellia kaituna est une espèce d'araignées mygalomorphes de la famille des Pycnothelidae.

## Distribution
Cette espèce est endémique de Nouvelle-Zélande. Elle se rencontre dans la péninsule de Banks.

## Description
La carapace du mâle holotype mesure 3,3 mm de long sur 2,4 mm et l'abdomen 2,9 mm de long sur 1,8 mm et la carapace de la femelle paratype mesure 5,3 mm de long sur 4,2 mm et l'abdomen 7,0 mm de long sur 4,1 mm.

## Systématique et taxinomie
Cette espèce a été décrite sous le protonyme Aparua kaituna par Forster en 1968. Elle est placée dans le genre Stanwellia par Main en 1983.

## Étymologie
Son nom d'espèce lui a été donné en référence au lieu de sa découverte, Kaituna.

## Publication originale
- Forster, 1968 : The spiders of New Zealand. Part II. Ctenizidae, Dipluridae. Otago Museum Bulletin, vol. 2, p. 1-72 & 126-180.